# 艾迪·喬斯
亞德里安·「艾迪」·喬斯（英語：Adrian Addie Joss, 1880年4月12日—1911年4月14日），為美國棒球運動員，綽號「The Human Hairpin」，大聯盟9年生涯皆效力克里夫蘭野馬/納普（今 克里夫蘭守護者），身高191公分、體重84公斤，並在1908年10月2日投出大聯盟史上第四場完全比賽，僅使用了74球至今仍是大聯盟紀錄。他保有大聯盟史上至少投球1000局的投手中每局被上壘率的最低紀錄：2327局的投球中被打出1888支安打和送出364次保送，WHIP小於1；而生涯1.89防禦率則為大聯盟史上第二低，僅次於艾德·沃爾許（Edward Augustine Walsh，剛好是大聯盟史上WHIP第二低的投手）。
1911年4月，喬斯死於結核性腦膜炎。生涯160勝、234場完投、45場完封、920次奪三振。雖然他的大聯盟資歷只有9年，未達名人堂入選標準10年以上資歷，不過大聯盟在1977年給他特例，最後他於1978年入選名人堂。

## 大聯盟

### 早期(1902-1907)
喬斯於1902年4月25日初登板面對聖路易布朗，布朗隊打者傑西·柏基特擊出右外野飛球，右外野手Zaza Harvey將球接殺，但是主審卻認為Harvey接球不確實，因此判定柏基特安打(Harvey和其他觀眾都說他有把球接進手套) ，喬斯的初登板就以一安打比賽坐收。
喬斯的菜鳥年繳出17勝13敗，防禦率2.77，單季5次完封為美聯最高。
1903年球季開打前，野馬將隊名更改為納普，以尊敬陣中游擊手納普·拉喬伊，該季喬斯投出18勝13敗，防禦率下修至2.19。WHIP值為大聯盟最低的0.948。
1904年，喬斯投出14勝10敗，防禦率僅1.59，並且該季完全沒被擊出任何一支全壘打，然而傷病迫使他不得不減少出賽次數。1905年，他單季首次拿到20勝，球季結束他20勝12敗，防禦率2.01，並投出生涯新高的單季132次三振。1906年，他投出21勝9敗，防禦率1.79，並投出單季生涯新高的9次完封。1907年，喬斯先發前10場拿下10勝0敗，9月25日和9月26日，他和隊友Heinie Berger 在分別面對高地人和參議員時皆投出一安打的比賽，最終他以27勝和Doc White並列1907年美聯勝投王。

### 1908年：投出完全比賽
1908年10月2日，納普隊面對白襪隊，兩隊當時正逢爭奪美聯冠軍的時間點，白襪派出單季已拿下39勝的王牌Ed Walsh主投，Walsh在該場比賽投出15K，只被擊出4支安打和投出一次保送，納普隊的Joe Birmingham在3局下得到了全場唯一一分。在解決連續26名打者後，喬斯面對代打John Anderson，Anderson先擊出差點成為二壘安打的界外，接著把球打向三壘手Bill Bradley，Bradley雖然一度漏接，但所幸及時傳向一壘解決該場比賽第27名打者。賽後喬斯說到，如果沒有拉喬伊和一壘手Stovall的精采防守，以及Birmingham的跑壘，納普可能會輸掉這場比賽。最終納普隊以90勝64敗坐收，落後白襪半場勝差，無緣挺進世界大賽。

### 生涯末期(1909-1910)
1909年球季，由於疲累的緣故，他在9月提前結束該季投球工作，14勝13敗也中止他連續四季20勝的紀錄。
1910年4月20日，他面對白襪隊投出無安打，成為史上首位面對同一球隊投出兩次至少無安打的投手，這項紀錄直到2013年，才由蒂姆·林斯肯在2013年及2014年面對教士隊時達成。該場比賽2局上，白襪隊的Freddy Parent擊出三壘方向滾地球，三壘手Bill Bradley處理球不乾淨，讓Parent上到一壘，雖然一開始根據規定是一壘安打，但是後來改成失誤。1909年7月25日，喬斯投到5局因手臂疼痛提早下場，此後他該季報銷。納普隊最終71勝82敗無緣季後賽。1910年，他107又1/3局的投球拿下5勝5敗，最後納普隊71勝81敗。

## 逝世與明星公益賽
1911年，喬斯參加春訓，卻在4月3日的熱身賽中途因熱衰竭昏倒在外野上，他被送往田納西州查塔努加的當地醫院，並於隔天出院。4月7日，報紙上說著喬斯是因為食物中毒或消化不良才導致昏迷。4月10日，喬斯的私人醫師喬治·查普曼也認為喬斯是食物中毒，但是後來喬斯的症狀轉為嚴重的頭痛和持續性的咳嗽，查普曼也改變他的診斷，認為喬斯罹患了胸膜炎，他也警告喬斯必須休息至少十天。4月13日，查普曼尋求納普隊上的醫生給喬斯診斷，經過腰椎穿刺後確定喬斯得到了結核性腦膜炎。由於病毒已經擴散至腦部，就在他31歲生日後兩天的4月14日，喬斯因病去世。
4月17日，由於參加喬斯的喪禮，納普隊球員無法和老虎隊進行比賽，並要求聯盟將比賽改期，原本美國聯盟主席班·強森拒絕納普隊的請求，但後來答應納普隊的請求，讓納普隊所有球員得以參加喪禮。
1911年7月24日，為了協助喬斯的家庭，納普隊邀請美國聯盟其他七支球隊的球星來一場明星公益賽。美聯明星隊球員包括法蘭克·貝克、泰·柯布、艾迪·柯林斯、山姆·克勞佛、華特·強森、特里斯·史畢克、Gabby Street以及史莫奇·喬·伍德，並由華盛頓參議員（今 明尼蘇達雙城）的總教練Jimmy McAleer執教明星隊。這場比賽吸引了約15,270位觀眾入場，賺進的13,000美元全數捐給喬斯家讓他們可以付清剩餘的醫藥費帳單。這場比賽最終明星隊以5比3擊敗納普隊。

## 外部連結
- 球員資訊和成績在MLB，ESPN，Baseball-Reference，Fangraphs，The Baseball Cube（英文）
- 艾迪·喬斯在台灣棒球維基館上的頁面（繁體中文）